# Chalcimerus borceai
Chalcimerus borceai är en stekelart som beskrevs av Wallace A. Steffan och Andriescu 1962. Chalcimerus borceai ingår i släktet Chalcimerus och familjen gallglanssteklar.
Artens utbredningsområde är:
- Algeriet.
- Bulgarien.
- Grekland.
- Israel.
- Rumänien.
- Spanien.

Inga underarter finns listade i Catalogue of Life.